# 조반니 리비시
조반니 리비시(이탈리아어: Giovanni Ribisi, 영어: 지어바니 리비시, 영어 발음: /dʒiːəˈvɑːni/, 1974년 12월 17일 ~ )는 미국의 배우이다. 《기프트》(2000)와 《월드 오브 투모로우》(2004)로 새턴상 남우조연상에 두 차례 후보로 지명되었다. NBC 시트콤 《마이 네임 이즈 얼》(2005-08)을 통해 2007년 제59회 프라임타임 에미상 코미디 시리즈 게스트 남배우상 후보에 올랐다.

## 출연 작품

### 영화
- DNA 전사 (1995)
- 댓 싱 유 두 (1996)
- 로스트 하이웨이 (1997)
- 포스트맨 (1997)
- 라이언 일병 구하기 (1998) - 어윈 웨이드 병장 역.
- 사랑하고 싶은 그녀 (1999)
- 처녀 자살 소동 (1999)
- 보일러 룸 (2000) - 세스 역
- 식스티 세컨즈 (2000) - 킵 레인스 역
- 기프트 (2000)
- 헤븐 (2000)
- 가장과 익명 (2003)
- 베이직 (2003)
- 사랑도 통역이 되나요? (2003)
- 콜드 마운틴 (2003)
- 월드 오브 투모로우 (2004)
- 피닉스 (2004)
- 빅 화이트 (2005)
- 10번째 & 늑대 (2006)
- 데드 걸 (2006)
- 퍼펙트 스트레인저 (2007)
- 퍼블릭 에너미 (2009)
- 아바타 (2009) - 파커 셀프리지 역
  - 아바타: 물의 길 (2022)
  - 아바타 3 (2025 예정)
  - 아바타 4 (2029 예정)
  - 아바타 5 (2031 예정)
- 럼 다이어리 (2011)
- 콘트라밴드 (2012)
- 콜럼버스 서클 (2012)
- 19곰 테드 (2012)
  - 19곰 테드 2 (2015)
- 갱스터 스쿼드 (2013) - 콘월 킬러 역
- 밀리언 웨이즈 (2014) - 에드워드 역
- 셀마 (2014) - 리 C. 화이트 역
- Meadowland (2015) - 팀 역
- 피트니스 스캔들 (2015) - 폴 역
- 헤밍웨이 인 하바나 (2015) - 에드 마이어스 역
- 버려진 자들의 땅 (2016)
- 백만 개의 작은 조각들 (2018)

### 텔레비전
- 천사 조나단 (1985)
- 못말리는 번디 가족 (1987, 1989)
- 블로섬 (1991)
- 케빈은 열두살 (1992-93)
- 시티 레인져 (1994)
- 뉴욕경찰 24시 (1994)
- 엑스파일 (1995) - 번개소년(D.P.O.) 편
- 프렌즈 (1995-98, 2003) - 프랭크 부페이 주니어 역
- 마이 네임 이즈 얼 (2005-08)
- 안투라지 (2008)
- 대드스 (2013-14)
- 스니키 피트 (2015-19)
- 오퍼: 대부 비하인드 스토리 (2022)